# Estratopausa

Capes de l'atmosfera: troposfera i tropopausa, estratosfera i estratopausa, mesosfera i mesopausa, i termosfera

L'estratopausa és la capa de l'atmosfera terrestre que marca el límit entre l'estratosfera i la mesosfera. Es troba a una altitud aproximada de 50 - 55 quilòmetres sobre el nivell del mar. La pressió atmosfèrica a l'estratopausa és mil vegades menor que la del nivell del mar i s'hi assoleix un pic de màxima temperatura -aproximadament 0 °C-, que es manté constant al llarg d'aquesta capa.
Aquest tipus de característica atmosfèrica no tan sols és presenta a la Terra, sinó que també pot existir en altres planetes o llunes amb atmosfera. Els moviments d'aire en aquesta regió són gairebé tots horitzontals, seguint els vents de l'estratosfera.

## Temperatura

Pressió i temperatura de les diferents capes atmosfèriques. S'hi observa com l'estratopausa presenta un pic de temperatura màxima, d'aproximadament 0 °C.

A l'estratosfera la temperatura incrementa amb l'altitud com a conseqüència de l'escalfament produït per l'absorció de la radiació ultravioleta (UV) provinent del sol per part de les molècules d'ozó presents, fins a arribar a l'estratopausa, regió en la qual s'assoleix el pic de màxima temperatura (aproximadament 0 °C), que es manté constant al llarg d'aquesta capa. Degut a la presència considerable d'ozó a l'estratopausa, l'estudi de la regió es considera crucial per a poder entendre canvis climàtics i la composició de la capa d'ozó. A la part immediatament superior a l'estratopausa, i amb l'inici de la mesosfera, la temperatura disminueix amb l'altura com a conseqüència de la no-presència d'ozó que no podrà interaccionar amb la radiació UV.

| Interval d'altitud | Capa         | Gradient vertical de temperatura | Gradient vertical de temperatura |
| (m)                | -            | (°C/km)                          | (°F/1000 peus)                   |
| ------------------ | ------------ | -------------------------------- | -------------------------------- |
| 0 – 11.000         | Troposfera   | 6,5                              | 3,57                             |
| 11.000 – 20.000    | Tropopausa   | 0,0                              | 0,0                              |
| 20.000 – 32.000    | Estratosfera | -1,0                             | -0,55                            |
| 32.000 – 47.000    | Estratosfera | -2,8                             | -1,54                            |
| 47.000 – 51.000    | Estratopausa | 0,0                              | 0,0                              |
| 51.000 – 71.000    | Mesosfera    | 2,8                              | 1,54                             |
| 71.000 – 85.000    | Mesosfera    | 2,0                              | 1,09                             |
| 85.000 – 90.000    | Mesopausa    | 0,0                              | 0,0                              |

Els valors del gradient vertical de temperatura mostrats a la taula són resultat del càlcul {\displaystyle {-dT/dz}}, de manera que:
- Si tenen signe positiu la temperatura disminueix al augmentar l'altitud en la ratio per distància especificada per interval d'altitud.
- Si tenen signe negatiu la temperatura augmenta al augmentar l'altitud en la ratio per distància especificada per interval d'altitud.
- Si són nuls la temperatura es manté constant al llarg de l'interval d'altitud especificat.